# Blohm & Voss Bv P.179
De Bv P.179 is een project voor een jachtbommenwerper dat werd ontwikkeld door de Duitse vliegtuigbouwer Blohm und Voss.

## Ontwikkeling
Het toestel was van een asymmetrisch ontwerp en was een verdere ontwikkeling van de Bv P.177.
De motor was een luchtgekoelde dubbele BMW 801-stermotor met veertien cilinders. Deze was in de neus van de romp geplaatst. In de stuurboordvleugel was een gondel geplaatst waarin zich de cockpit bevond. De cockpit was van een druppelkap voorzien. De romp was kort en dik uitgevoerd.
De bewapening bestond uit twee 20mm-MG151/20-kanonnen die onder de cockpit waren aangebracht. Onder de gondel kon 500 kg aan bommen worden opgehangen.
Er was een staartwiel landingsgestel geplaatst. Het hoofdlandingsgestel werd buitenwaarts in de vleugeltippen die hiervoor een speciale vorm hadden gekregen.
- Spanwijdte: 10,39 m.
- Lengte: 8,43 m.